# Frasering
Frasering is in de musicologie de wijze waarop een muzikale zin wordt gearticuleerd. Afgeleid van het Frans phrase (= zin).
Oorspronkelijk vooral bedoeld voor vocale muziek, gaf de frasering aan waar zangers even konden onderbreken om adem te halen. Het wordt ook ruimer toegepast, nagenoeg in elke vertolking: waar komen accenten, waar kleine rustpauzes. Bij de strijkers houdt dat ook verband met de richting van de beweging van de strijkstok. Het veranderen van die richting brengt immers noodgedwongen een (minieme) pauze of minstens een verschil in klankvolume met zich mee.
De frasering wordt aangeduid door de lengte van de legatoboog als er legato wordt gespeeld, anders meestal met een komma boven de notenbalk. Soms wordt de frasering door de componist zelf aangeduid, soms beslist de arrangeur of orkestleider, maar meestal heeft de solist hier een zekere vrijheid om de muziek te fraseren. Dat maakt immers het eigen karakter van de vertolking uit. Het is dan ook niet ongewoon dat de partituur van een solist er "bewerkt" uitziet en veel (potlood-)toevoegingen bevat.